# Cheumatopsyche concordia
Cheumatopsyche concordia är en nattsländeart som beskrevs av Malicky 1997. Cheumatopsyche concordia ingår i släktet Cheumatopsyche och familjen ryssjenattsländor. Inga underarter finns listade i Catalogue of Life.